# (7458) 1984 DE1
1984 دي إي 1 (ويعرف أيضًا باسم (7458) 1984 دي إي 1 وفق تسمية الكوكب الصغير) (بالإنجليزية: 1984 DE1)‏ هو كويكب ضمن حزام الكويكبات؛ وترتيبه 7458 من حيث الاكتشاف.
اكتُشف هذا الجُرم الفلكي بواسطة هنري ديبهون في 28 فبراير 1984.

## وصلات خارجية
- (7458) 1984 DE1 في قاعدة بيانات مختبر الدفع النفاث لأجرام النظام الشمسي الصغيرة

- الاكتشاف · مخطط المدار ·  العناصر المدارية · المعلمات المادية

- (7458) 1984 DE1 على موقع ويكي سكاي: DSS2, SDSS, GALEX, IRAS, Hydrogen α, X-Ray, Astrophoto, Sky Map, Articles and images